# Aldo Mondino

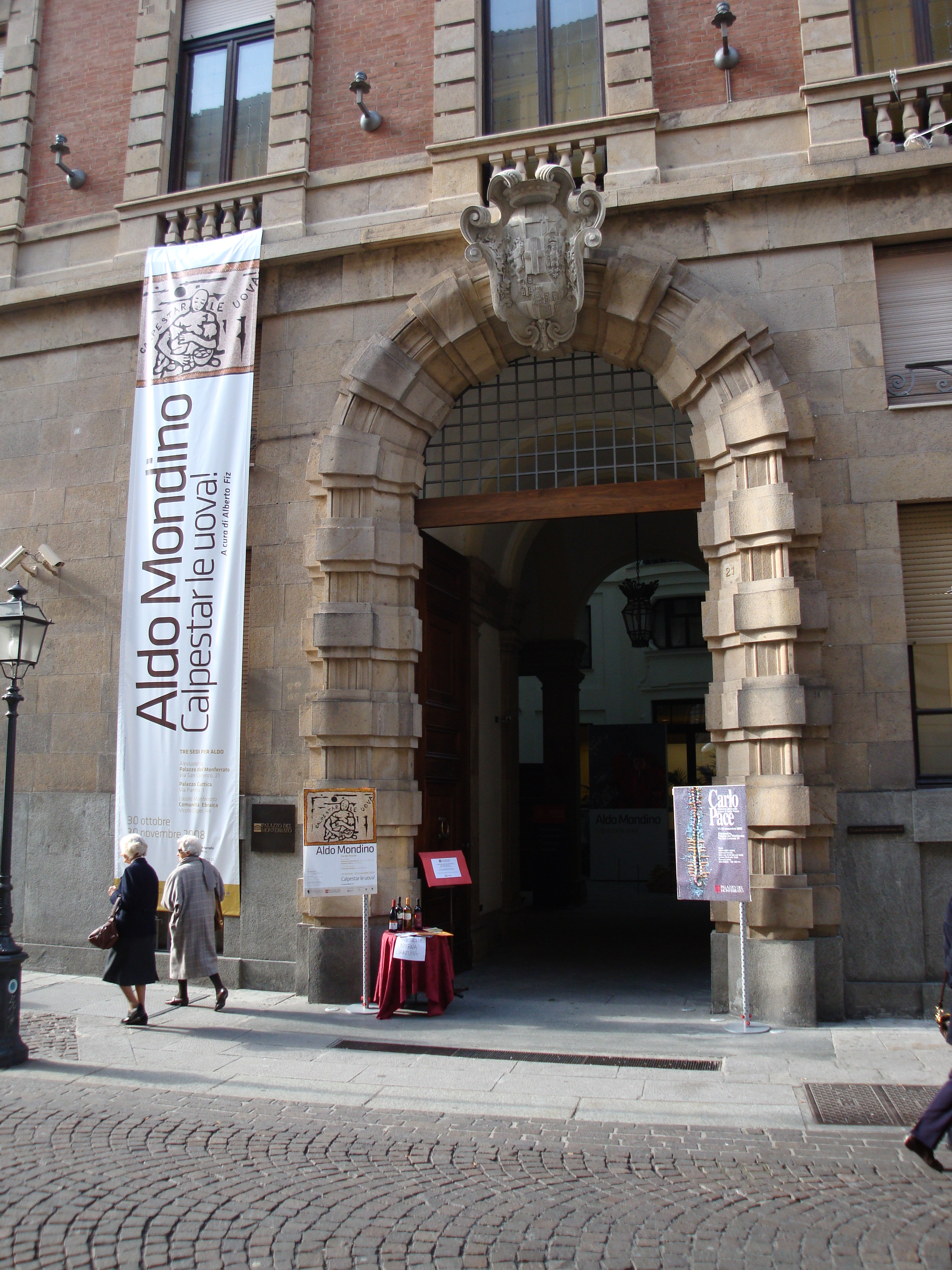
Alessandria - Palazzo del Monferrato - Via San Lorenzo - Mostra dedicata ad Aldo Mondino - 30 ottobre / 30 novembre 2008

Aldo Mondino (Torino, 4 ottobre 1938 – Torino, 10 marzo 2005) è stato un artista italiano.

## Biografia

### Il primo periodo parigino
Nel 1959 si trasferisce a Parigi dove segue i corsi nella scuola di incisione di William Hayter. Frequenta inoltre l'Ecole du Louvre e un corso di mosaico con Gino Severini e il suo assistente, Riccardo Licata.
A Parigi ha contatti con importanti artisti: Tancredi Parmeggiani, Alain Jouffroy, Errò, Jean-Jacques Lebel; incontra anche artisti affermati come Roberto Matta, esponente del surrealismo, e Wilfredo Lam. È grazie a Tancredi che, nel 1960 riesce a esporre per la prima volta, alla Galerie Bellechasse, con quadri di evidente influenza surrealista.

### Rientro in Italia
Nel 1961 rientra in Italia per il servizio militare. Grazie ad Antonio Carena, artista torinese proprietario della Galleria L'Immagine, realizza la sua prima mostra personale, con quadri che risentono ancora del periodo parigino. Nel 1962, Enrico Crispolti gli organizza una mostra a Venezia alla Galleria Alpha dove presenta una serie di quadri particolari: grandi scritte con, all'interno di ogni lettera, figurine che possono ricordare i codici miniati.
Grazie all'incontro con Gian Enzo Sperone, direttore della Galleria Il Punto, di cui era proprietario Remo Pastori,  espone la serie delle Tavole anatomiche, tavole di pittura su masonite, rappresentazioni di un corpo umano, un microcosmo della società nella quale viviamo. Espone poi alle gallerie La salita di Roma, Stein di Torino, Marconi di Milano e Lia Rumma di Napoli.
Risale al soggiorno a Roma la collettiva alla galleria Arco d'Alibert, nel 1968, poi alla Galleria Torre di Torino. Nel 1969, sempre presso la Arco d'Alibert, con Ittiodromo mostra dei pesci veri con sangue. La sua opera Mamma, Agnelli e Porcòdio, presentata a Roma dopo essere stata esposta in una galleria di Brescia, viene sequestrata e Mondino viene condannato a pagare una multa per blasfemia.

### Ritorno a Parigi
Nel 1972 ritorna a Parigi, in attesa che la sua pittura venga rivalutata. Lo stesso anno, alla Galleria L'Uomo e l'Arte di Milano vengono riproposti i 12 King. Mondino lavora a Parigi dalla fine del 1973 a tutto il 1980; questo impegno si concretizza nella partecipazione alla Biennale di Venezia del 1976.
È del 1977 la mostra Mythologies quotidiennes al Musée d'Art Moderne de la Ville de Paris. La serie delle Tour Eiffel, sempre nel periodo parigino, con titoli come Le Tout Près War, è realizzata prevalentemente con la tecnica dell'incisione. Nel 1980 realizza due mostre alla Galleria La Salita di Roma e alla Galerie Flinker di Parigi.
Nel 1981 e nel 1983 realizza due personali allo Studio De Ambrogi di Milano. Tra 1984 e il 1985, da Franz Paludetto, realizza due mostre. Si avvicina alle suggestioni orientali da artista occidentale, così come avevano fatto i pittori del XIX secolo, ad esempio Eugène Delacroix.

### L'ultima parte della carriera
Affascinato dalla cultura orientale, presenta nel 1990 da Sperone Westwater a New York una serie che "ritrae" trentasei sultani tutti vissuti tra il 1200 e il 1920.
Seguono, tra le altre, la mostra alla Fondazione Mudima di Milano, a Chicago, Ginevra, Parigi, Vienna, Londra. Dell'ambito orientalista fa anche parte la realizzazione di tappeti sovrapposti in composizioni a parete, con colori vivaci e realizzati su eraclite, un materiale industriale utilizzato nell'edilizia.
Nel 1993, alla Biennale di Venezia curata da Achille Bonito Oliva, in una sala personale presenta una serie di quadri di grandi dimensioni che rappresentano i dervisci nell'atto di danzare; in quell'occasione, autentici dervisci hanno danzato davanti al pubblico.
Nell'estate del 1996, Alessandro Bagnai organizza a Siena una mostra, nella quale Mondino unisce due sue passioni: la corrida e il Palio.
Nel 1999 espone alla Galleria Marconi di Milano per la Fondazione Maimeri una serie di disegni e sculture sul tema della danza: Arabesque. Due importanti mostre a Milano alla Galleria 1000eventi e una a Roma alla Galleria Sperone dal titolo The Byzantine World. Caratteristica comune di queste mostre è l'aver utilizzato soltanto dei cioccolatini fatti apposta da Peyrano, a Torino.
Nel 2000 compie il suo primo viaggio in India e realizza una mostra dal titolo Flovers alla Birla Academy di Calcutta.
A cavallo tra il 2000 e il 2001 Santo Ficara presenta a Firenze una prima retrospettiva di Mondino.
Nel 2001 la galleria di Norimberga Linding in Paludetto allestisce una piccola, ma significativa, mostra di suoi lavori. Tra tutti, da ricordare Danaublau, un quadro di 6 metri composto da 2000 cioccolatini.

### La scomparsa e l'eredità
Una severa forma di polmonite lo costringe a due ricoveri in ospedale, ciononostante riesce a preparare la mostra alla Galleria Carlina di Torino, dove vengono esposte per la prima volta delle sculture in vetro, realizzate a Murano.
Nel novembre 2003 ha luogo a Ravenna (Loggetta lombardesca) la mostra antologica Aldologica nella quale si rivedono per la prima volta insieme i lavori degli ultimi quarant'anni.
Aldo Mondino muore a causa di un infarto a Torino il 10 marzo 2005.
Nell'estate del 2005, l'amico e gallerista Franz Paludetto gli dedica, al Castello di Rivara - Museo d'Arte Contemporanea ,una grande mostra "antologica" dal titolo "Rêver et Revenir. Assente" 
Nel 2007 il Museo di Arte Moderna di Bologna in collaborazione con la Galleria Enrico Astuni allestisce presso la sua sede di Villa delle Rose la prima antologica dedicata all'artista dopo la sua scomparsa. La mostra si intitola Mondo Mondino, cat. Astuni Enrico Pietrasanta - Bologna.

## Premi
2005: Premio Fabbri Per L'Arte